# Phratrie
Phratrie (altgriechisch φρατρία phrātría oder φρατρεία phrātreía „Bruderschaft“, abgeleitet von φράτωρ phrā́tōr „Bruder“) bezeichnet im antiken Griechenland einen Verband von mehreren Familiengruppen (Gene), der seine gemeinsame Verwandtschaft und Abstammung von einem zumeist mythischen Ahnen ableitete. Eine Phratrie konnte wirtschaftlich zusammenarbeiten, eigene religiöse Kulte pflegen, als politische Einheit wirken und gemeinsam mit anderen Phratrien die soziale Organisation eines Stammes oder Stadtstaates bilden.
Im archaischen Griechenland zwischen etwa 700 und 500 v. Chr. war eine Phratrie ein mittelgroßer verwandtschaftlicher Verband innerhalb der einfachen Struktur des altgriechischen Stammes (der Phyle). Die „Bruderschaft“ bestand aus mehreren Clans, die ihre Abstammung patrilinear über eine gemeinsame Väterlinie von einem meist sagenhaften Stammvater ableiteten. Bereits in der Ilias ist das griechische Heer beim Kampf um Troja nach Phylen und Phratrien geordnet; dort heißt es: „Stelle das Heer nach Phylen und Phratrien auf, Agamemnon; so kann die Phyle der Phyle beistehen und die Phratrie der Phratrie.“
In der Zeit des Athener Staates von 500 bis um 300 v. Chr. bezeichnete Phratrie eine gebietsmäßige organisatorische Untereinheit in Politik und Militär. Mit den Reformen des Kleisthenes um 500 v. Chr. verloren die Phratrien ihre bisherige Kontrolle über den Bürgerstatus, die nun bei den neu eingerichteten Ortsgemeinden (Demen) lag. Bis dahin wurden Männer nur durch ihre Mitgliedschaft in einer Phratrie als vollwertige Bürger der Stadt Athen legitimiert (und Frauen mit eingeschränkten Bürgerrechten). Die Phratrien setzten sich inzwischen aus verschiedenen Schichten der adligen und nichtadligen Freien zusammen, geführt von einer Adelsfamilie; vor allem als Kultverbände waren sie Teil der sozialen Organisation der Stadtbewohner (siehe Gliederung der Polis, Antike Gesellschaft). Alle Phratrien feierten im Herbst zusammen das dreitägige Apaturia-Fest, bei dem gemeinsame Angelegenheiten besprochen sowie neugeborene Kinder und pubertierende Söhne in die eigene Bruderschaft eingeführt wurden, begleitet von Aufnahmeriten und Haar- und Tieropfern. Namentlich sind neun der attischen Phratrien bekannt, insgesamt werden 30 vermutet.